# ارتش میدانی
ارتش میدانی (به انگلیسی: Field army)، در نیروهای نظامی نوعی یگان متشکل از دو یا چند سپاه است و به‌طور متوسط از ۸۰ هزار تا ۳۰۰ هزار سرباز تشکیل می‌شود. این یگان در برخی از کشورها در نیروهای مسلح بکار می‌رود. نخستین بار ارتش روم ساختار ارتش میدانی را برای سازماندهی نیروهایش به کار گرفت.

نماد استاندارد ناتو برای ارتش میدانی

ارتش‌های میدانی معمولاً نامگذاری یا شماره‌گذاری می‌شوند تا از "ارتش" به معنای کل نیروهای نظامی ملی متمایز باشند. در زبان انگلیسی، سبک معمول برای نامگذاری ارتش‌های میدانی استفاده از کلمات ترتیبی است، مثلاً "ارتش یکم". در حالی که سپاه معمولاً با اعداد رومی (مانند I Corps) و تشکیلات تابعه با اعداد ترتیبی (مثلاً لشکر ۱) متمایز می‌شود. ممکن است یک ارتش میدانی علاوه بر یک نام عددی، به یک نام جغرافیایی نیز شناخته شود.